# Yinan
Der Kreis Yinan (chinesisch 沂南县, Pinyin Yínán Xiàn) ist ein Kreis in der ostchinesischen Provinz Shandong. Er gehört zum Verwaltungsgebiet der bezirksfreien Stadt Linyi. Yinan hat eine Fläche von 1.719 km² und zählt 822.727 Einwohner (Stand: Zensus 2010). Sein Hauptort ist die Großgemeinde Jiehu (界湖镇).
Die Beizhai-Gräber (Beizhai muqun 北寨墓群) stehen seit 2001 auf der Liste der Denkmäler der Volksrepublik China.